# غابي سيلفيا
غابي سيلفيا (بالإيطالية: Gaby Sylvia)‏ هي ممثلة إيطالية، ولدت في 24 مارس 1920 بتشيزينا في إيطاليا، وتوفيت في 26 يوليو 1980 في فرنسا بسبب نزف مخي.

## وصلات خارجية
- غابي سيلفيا على موقع IMDb (الإنجليزية)
- غابي سيلفيا على موقع ألو سيني (الفرنسية)
- غابي سيلفيا على موقع أول موفي (الإنجليزية)
- غابي سيلفيا على موقع قاعدة بيانات الأفلام السويدية (السويدية)
- غابي سيلفيا على موقع قاعدة بيانات الفيلم (الإنجليزية)
- غابي سيلفيا على موقع كينوبويسك (الروسية)